# Engelholms Volleybollsällskap
L'Engelholms Volleybollsällskap è una società pallavolistica femminile svedese con sede a Ängelholm: milita nel campionato di Elitserien

## Storia della società
La società dell'Engelholms Volleybollsällskap fu fondata nel 1986 e nel giro di pochi anni raggiunse il massimo campionato svedese: tuttavia il primo successo arrivò solamente nel 2006 con la vittoria dello scudetto: tale successo consente alla squadra di partecipare per la prima volta ad una competizione europea, ossia la Top Team Cup 2006-07.
Nella stagione 2008-09 vince nuovamente il campionato, successo ripetuto per cinque volte consecutive fra il 2015 e il 2019; a livello europeo si aggiudica per tre volte il Nordic Club Championships, nell'edizione 2009-10, 2010-11 e 2018-19. Ritorna alla vittoria dello scudetto nell'annata 2022-23.

## Palmarès
- Campionato svedese: 8

2005-06, 2008-09, 2014-15, 2015-16, 2016-17, 2017-18, 2018-19, 2022-23
- Nordic Club Championships: 3

2009-10, 2010-11, 2018-19